# Азија
Азија (од феничанске и акадске речи asu што значи „излазак сунца”– према томе, Азија је „земља изласка сунца”), највећи је и најнасељенији континент. Она заузима 30% Земљине површине, 80% површине Евроазије и готово се у потпуности налази на северној и источној хемисфери, тек се поједина Индонезијска острва налазе ван ових граница (Архипелази на крајњем југоистоку прелазе на јужну полулопту, а Чукотско полуострво на западну полулопту). Састоји се од 49 земаља и излази на три океана: Индијски океан на југу, Северни ледени океан на северу и Тихи океан на истоку. Азија је, у просеку, највиши континент на свету (950m). Према мишљењу геолога, Азија је најстарији континент. Површина овог континента је 44,4 милиона km² (без Антарктика).
Азија је континент суперлатива, између осталог тамо се налази:
- најмногољуднија држава света — Народна Република Кина
- највећи део највеће државе по површини — Русије, налази се у Азији
- највиши планински ланац — Хималаји и сви познати врхови изнад 8.000 m
- најдубље и најстарије унутрашње језеро — Бајкалско језеро
- најнижа водена површина испод нивоа мора — Мртво море

Азија је континент са најразличитијом вегетацијом која се креће од стално залеђене земље (пермафроста) у Сибиру до џунгли у југоисточној Азији. Поред екстремних климатских услова у тундрама, пустињама и тропским кишним шумама, у њој се налазе и све остале познате вегетацијске зоне. Друга специфичност Азије је да се у њој налази највећи број међуконтиненталних држава на свијету, било да се ради о азијском дијелу тих држава или територијама азијских држава на другим континентима. У те државе спадају Русија, Казахстан, Индонезија, Јапан, Египат и Турска.
Азија је континент препун супротности. У Азији се налазе највише планине на свету, а дуж њених обала се простиру најдубље морске потолине. У Азији се налазе области са јаком вулканском активношћу, али и веома мирна подручја, највеће висоравни, велике низије и читава подручја без одводњавања ка мору. И клима Азије је веома разноврсна. Највећи део светског становништва живи у Азији, а национални и језички састав је разноврснији него на било ком другом континенту. Азију одликује богатство старих култура, али и велике верске, економске и социјалне супротности.
Постоји и концепт који се зове Азија-Пацифик, који комбинује Азију и Океанију.

## Значење назива Азија кроз историју
У време Римског царства, у доба Христа и апостола, Азија је означавала само римску провинцију Азију, југозападни део данашње Турске. Тако апостол Лука у Делима апостолским набраја: ...и Кападокији, у Понту и Азији. У Фригији и Памфилији... (Дап. 2,9-10). Шире значење је Мала Азија, што се односи на већи део простора данашње Турске, а најшире (данашње) значење обухвата цели простор од Босфора, Мраморног и Егејског мора и на северу од Урала до Јапана.

## Географски положај
Северни део Азије у потпуности заузима Русија и тамо преовлађују ледена тундра и четинарске шуме. Даље на југу налазе се неплодни пашњаци или степе средње Азије.
Великим делом југозападне Азије, који се назива Блиски исток, такође преовладава пустиња која је често песковита и чија је клима жарка и сушна. Јужно од највишег планинског венца на свету Хималаја у земљама јужне Азије влада монсунска клима. Дуга раздобља жарког, сувог времена смењују обилне кише. Идући ка југоистоку, Малајско полуострво пружа се према бројним острвима Индонезије где се налазе велике области густих, тропских прашума.
Огромна пространства Азије готово да су ненасељена, али Азија је ипак континент са највећим бројем становника. На југу и истоку неколико земаља обогатило се захваљујући својим великим резервама нафте или успешној модерној индустрији. Међутим, у многим другим земљама влада сиромаштво. Већина људи бави се обрадом земље и зависи од поплава или суша. Градови у Азији постају све већи јер се у њих досељава све више људи из унутрашњости у потрази за послом.

### Положај
Азија је највећи континент на свету, а највећи део Азије се налази на северној и источној хемисфери. Дели више хиљада километара копнене границе са Европом, и стога се ова два континента често називају заједничким именом Евроазија. По неким мишљењима, теоретска граница иде реком Уралом, Каспијским језером, и Кумо-Маничком долином до Азовског мора. Постоје и мишљења да границу између Азије и Европе чине Урал и Каспијско море, и да цело некадашње Совјетско закавказје још спада у Европу. Ипак ове теорије су без неког великог практичног значаја. Урал је посматрано географски и културно пре веза, а не преграда између два континента. Раније је Азија имала копнену везу са Африком, али их сада одваја Суецки канал. Између Азије и Америке се простире Тихи океан, али су на крајњем северу удаљене само 92 km. Научници сматрају да су преко овог теснаца зими кад је море залеђено, преци Индијанаца дошли из Азије у Америку. У новије време, овај пут су користили руски колонисти да стигну на Аљаску.

### Подела
Следећу поделу на регије Азије (регионална подјела), између осталих, користи и Дирекција Уједињених народа за статистику (УНСД):
- Северна Азија
- Средња Азија
- Југозападна Азија
- Јужна Азија
- Источна Азија
- Југоисточна Азија

У многим публикацијама дефиниције граница ових регија нису строго одређене, те оне варирају у зависности од циља, теме и позадине. Раније је на пример Авганистан уврштаван у централну Азију, данас га обухватају у подручје јужне Азије. Осим тога, постоје и неке алтернативне односно додатне поделе, као што је на пример североисточна Азија.

### Флора и фауна
Најважније вегетацијске зоне или екозоне у Азији (од севера према југу) су:
- Тундра без дрвећа северно од поларног круга. Најважније животиње за номадско становништво, попут Ненета, су поларни собови.
- Шуме умерене зоне, укључујући тајге (зимзелене шуме) у Сибиру између поларног круга и тока транссибирске жељезнице, као и листопадне шуме на Далеком истоку и подручју Каспијског језера. Разноликост животињског света имала је хисторијски значај за лов, а шуме су такође имале значај и за кориштење дрвета. Овдје живе и неке врло ретке животиње попут амурског тигра (сибирског тигра) и амурског леопарда, као и многобројни јелени, дивље свиње, медведи и рисови.
- Континенталне травнате заједнице односно степе. Од животињских врста, које природно насељавају степе, убрајају се дивљи коњи, сајга антилопе, монголске газеле, вукови и суслуци.
- Брдовита и планинска подручја сиромашна вегетацијом и пустиње. У овом подручју клима је углавном планинска са великим температурним осцилацијама и много сунчаних дана. Планине насељавају бројне животиње попут дивокоза, дивљих оваца, горали (Naemorhedus) и азијске козе. Најважнија грабежљивица централноазијских планинских подручја је снежни леопард. Пустињска подручја је домовина дивљих дева, гепарда, газела и дивљих магараца.
- Тропска подручја савана и сухих шума, углавном на индијском потконтиненту, али и у југоисточној Азији. Карактеристичне су велике животиње попут лавова, јеленских антилопа, нилгау антилопе и различите врста јелена.
- Тропске кишне шуме. Након крчења, врло често као следећи корак у уништавању ових подручја следи сејање монокултура као што су плантаже палми или банана, као нпр. у Сабаху (Малезија) на острву Борнео.
- Тропска монсунска подручја попут оног у делти реке Меконг: тамо доминира узгој риже а као домаће животиње најчешће се узгајају живина и свиње, а заступљен је и риболов.

### Рељеф
За Азијски рељеф је карактеристично велико пространство појединих рељефних целина. За разлику од европског рељефа, где се на релативно малим растојањима рељеф брзо мења, у Азији преовлађују знатно већа подручја сличног рељефа. Низијски предели су углавном у западном Сибиру, и источној и јужној Азији, и обухватају једну четвртину површине континента. Шестина површине Азије је на надморској висини од преко 2000 m. Ово су углавном младе веначне планине, које су се издигле изнад старе масе Сибира на северу и Декана и Арабијског полуострва на југозападу. Ове планине се настављају на оне европске; у Малој Азији се деле на: „Северни лук“ који се пружа поред Црног мора, преко Кавказа и Елбруса према Памиру, и „Јужни лук“ – дуж јужног обода Мале Азије и Ирана, скрећући у пакистанском Белуџистану према североистоку, ка Памиру. На источном ободу Хималаја, највишег венца на свету, веначне планине скрећу ка југу и полако се снижавају и рачвају у индонежанском простору. Такође, на азијском континенту се налази највиши врх на Земљи, Монт Еверест, висок 8848m. Уз источну обалу Азије од источног Сибира, преко Сахалина и Јапана, иде други лук веначних планина који се на Тимору додирује са евро-азијским системом. Северни руб Тибета, највеће висоравни на свету, је оивичен старијим увелико заравњеним планинама. Подручје младих веначних планина је богато дубоким долинама, живим и мртвим вулканима, а чести су и јаки земљотреси.

### Реке
Највећа река која се улива у Северни ледени океан је Об са притоком Иртис. Поред ње овом сливу припадају и Јенисеј и Лена. У Тихи океан се уливају реке: Амур, Хоангхо, Јангцекјанг и Сикјанг.
Сливу Индијског океана припадају: Инд, Ганг са Брамапутром, Тигар и Еуфрат који спајањем чине реку Сат-ел-Араб. Постоје и неке реке у сушној, Средњој Азији које припадају унутрашњем сливу. Најбитније су: Аму Дарја и Сир Дарја. Ове и остале реке Средње Азије, унутрашњег слива уливају се у Каспијско, Аралско, Балхаско, Бајкалско и остала језера.

### Клима
Највеће разлике између разних делова Азије огледају се у клими. Цела северна и средња Азија је високим планинама заклоњена од утицаја топлог Индијског океана. Зато у овом подручју влада изразита континентална клима. У пределима који су отворени према Индијском и Тихом океану влада монсунска клима што значи да су лета врло влажна, а зиме суве. Клима у југозападној Азији је сува, суптропска. Крајњи југ Азије, а нарочито острва спадају у прави тропски појас. С обзиром да људи већ јако дуго насељавају ова подручја, првобитна вегетација, која је последица природних услова је знатно измењена.
Од Индонезије до Шри Ланке се простире увек зелени, влажни тропски појас. У крајевима где због монсунске климе владају дуже суше, расту листопадне „монсунске шуме“. Још сувља подручја, заклоњена од монсунских ветрова, налазе се под саванама и степама. У југозападној Азији, због суше, преовлађују суве степе, полупустиње и пустиње. Једино је дуж средоземних обала и у оазама вегетација бујнија.

## Природна богатства
Географија, који су разноврсни омогућавају гајење бројних усева. Азија је домовина већине жита. Монсунске земље данас учествују са око 90% у светској производњи пиринча. Врло је значајна и производња јечма у северној Кини, и северној Индији, кукуруза у јужној Кини, и малој Азији. За домаћу исхрану велики значај има производња кромпира, и соје. У тропским пределима се производе шећерна трска, зачини и кокосова палма. Азија у производњи чаја учествује са 90%. Велики значај, такође, има и гајење каучука, јер Азија даје око 90% светске производње.
У већини азијских земаља, развој сточарства је ометен из верских разлога. Индуси сматрају да је крава света животиња, а муслиманима је забрањено да гаје свиње и једу свињско месо. Многи други источноазијски народи, такође, имају разне верске предрасуде о коришћењу меса појединих врст животиња.
Међу свим континентима, Азија има највише природних богатстава, иако су многе области још недовољно истражене. Највећа природна богатства се налазе у Сибиру и Кини (угаљ, гвоздена руда ...), мада је у задње време Кина услед експлозивног привредног развоја постала велики увозник разних сировина, утичући тиме на раст цена на светском тржишту. Југозападна Азија је врло значајан произвођач нафте и обојених метала.

## Становништво
Азија има 4,2 милијарде становника. Највећи део азијског становништва чине Кинези 38%. Густина насељености је 80 становника по квадратном километру. Насељеност Азије је веома неравномерна; девет десетина азијског становништва, што чини половину човечанства живи у монсунским земљама. Већи део азијског становништва чине народи монголоидног биолошког типа, подељени у више група-источноазијску (Кинези, Корејци), средњоазијску (Монголи), југоисточноазијску (Вијетнамци), а према грубој процени, у ову групу би се могли сврстати и муслимански народи средње Азије који су мешавина европеидне и монголоидне биолошке заједнице, али са више монголоидних гена, као и Јапанци који представљају мешавину јапанских староседелаца негроидног изгледа-Аинуа са досељеницима монголоидног биолошког типа. Европеидни биолошки тип нема много мање припадника у Азији од монголоидног типа. Овај тип чине Индијци, као и становници севернијих азијских земаља, посебно арапске земље.
Развој броја становника Азије (у милијардама, без Русије, са Турском)

### Здравље
Здравље и очекивана старост су у корелацији са добробити нације и њених становника. Виши животни стандарди по правилу значе и више ресурса за властито као и за здравље народа. Становници Макаоа, Сингапура, Хонгконга и Јапана имају најдужи просечни животни век на нивоу свих Азијата. Становници Саудијске Арабије, Арапских Емирата, Брунеја, Кине, Малезије, Тајланда, Филипина и Индонезије по дужини очекиваног просечног животног века налазе се око светског просека. Најкраћи очекивани животни вијек у Азији имају становници Индије, Бангладеша, Мјанмара, Камбоџе, Лаоса, Бутана и Авганистана.
Маларија у јужној и југоисточној Азији је врло распрострањена. Против ње, ни данас нема ефективне вакцине. Њено ширење могуће је успорити једино заштитом од инсеката помоћу спреја и сличних инсектицида, међутим за већину погођеног становништва таква средства су недоступна због високих цена.
Сида је такође врло распрострањена. Нарочито велик број заражених ХИВ-вирусом живи у Русији, Индији, Непалу, Мјанмару, Тајланду, Камбоџи, Вијетнаму и Малезији. Насупрот њих, у Јапану, Монголији, Шри Ланки, Бангладешу, Бутану, Авганистану, Туркменистану, Саудијској Арабији, Уједињеним Арапским Емиратима и државама Блиског истока има релативно мали број људи обољелих од сиде. Међутим, ове податке треба узети са резервом, јер је стопа заражености ХИВ-ом израчуната као просек за целу државу, али у великим градовима овај број може бити знатно виши.

## Језици
У Азији се говори неколико стотина засебних језика. Међу најважније породице језика и групе језике спадају::
- Словенски језици
- Кавкаски језици
- Семитски језици
- Ирански језици
- Огуски језици
- Кипчачки језици
- Ујгурски језици
- Сибирски туркијски језици
- Синитски језици
- Индоаријски језици
- Дравидски језици
- Тибетско-бурмански језици
- Југозападни таи језици
- Аустроазијски језици
- Корејски језик
- Јапански језик
- Малајско-полинезијски језици

## Историја
Име континента се код азијских староседелаца и античких грчких писаца односило се само на острво источно од Каспијског језера.
Историја Азије се може посматрати као одвојене историје неколико периферних обалских региона: источне Азије, јужне Азије, југоисточне Азије и Блиског истока, повезане унутрашњим средњоазијским степама. Обалске периферије су биле домовина неких најстаријих познатих цивилизација, а свака од њих се развијала око плодних речних долина. Цивилизације Месопотамије, долина Инда и Хоангхоа деле многе сличности. Те цивилизације су можда размењивали технологије и идеје као што су математика и точак. Други проналасци, као што су писмо, чини се да су се развили независно у свакој области. Градови, државе и царства су се развијале у овим долинама.
Поред Египта, Азија је домовина најстаријих култура: сумерска у Месопотамији, хетитска у Малој Азији (XX век пре нове ере.), асирска (1250 – 600. п. н. е.) у Месопотамији, као и вавилонска (око 600. п. н. е.). Потом следи персијски период од VI до IV века пре нове ере. У Индији је од 20. века пре нове ере постојала јака држава, са највишим степеном развитка током петог века пре нове ере. У југозападној Азији су се развиле три велике монотеистичке религије: јудаизам, хришћанство и ислам. Индија је домовина хиндуизма и будизма, из којих су се развили конфучијанство и шинтоизам, који преовлађују у Кини и Јапану. Све ове религије имају врло јак утицај на социјално и економско уређење у појединим земљама. Анимизам и тотемизам су сачувани само код мање развијених народа.

## Привреда
Према подели на северну Азију (Русију), западну Азију (З), централну Азију (Ц), јужну Азију (Ј), југоисточну Азију (ЈИ) и источну Азију (И), стање је следеће:
- После Африке, у Азији се налази највећи број земаља у развоју. Ту припадају: Вијетнам (ЈИ), Камбоџа (ЈИ), Лаос (ЈИ), Мјанмар (ЈИ), Бангладеш (Ј), Бутан (Ј), Непал (Ј), Пакистан (Ј), Авганистан (Ј), Таџикистан (Ц), Узбекистан (Ц), Киргистан (Ц), Грузија (З), Јерменија (З), Азербејџан (З), Јемен (З), Монголија (И), као и још увијек забачени дијелови Кине (И) и Индија (Ј).
- У земље које су се индустријализовале припадају углавном извознице нафте Иран (Ј), Ирак (З), Кувајт (З), Саудијска Арабија (З) и Уједињени Арапски Емирати (З) (и вероватно делимично и подручја бившег Совјетског Савеза богата нафтом).
- Као индустријске државе сматрају се Јапан (И), Сингапур (ЈИ), Јужна Кореја (И), Израел (З) као обе бивше колоније које су однедавно саставни делови Кине: Хонгконг и Макао. Ове државе се данас убрајају у водеће земље у области високе технологије. Такође и Малезија (ЈИ) успешно подузима напоре да се прикључи наведеним високоразвијеним земљама.

### Индустријске нације
Бруто национални производ мерен на бази курса валуте, Јапан је највећа привреда Азије и друга у свету. У Азији, након Јапана следи Кина, Јужна Кореја и Индија. Привреда Јапана је већ деценијама најјача привреда Азије. Док се у Јапану од 1990-их економска ситуација погоршала, у истом периоду су Кина и Индија, на глобалном нивоу, исказале раст привреде од више од 10 односно 7% на годишњем нивоу. Међутим, још увек је Јапан водећа привредна земља Азије и (поред Русије која већим делом припада Европи) једина држава на континенту чланица Г8 водећих индустријских земаља свјета. Сведено на паритет куповне моћи, Кина и Индија данас имају већи бруто национални производ од Јапана.

### Земље-тигрови
Након Другог светског рата, од 1960-их убрзан је привредни раст нарочито у земљама дуж обале Тихог океана, од чега су највише профитирале Јапан, Јужна Кореја, Кина као и бивше британске колоније Хонгконг и Сингапур, које су своје економије везале за економију САД. Тек 1980-их година развиле су се неке државе у источној и југоисточној Азији исказујући брз економски раст крећући се од земаља у развоју према статусу индустријске земље. То су "земље-тигрови": Хонгконг (тада још увек крунска колонија Уједињеног Краљевства), Кина, Сингапур и Јужна Кореја. Од 1997/1998. године почео је прави привредни бум у многим од ових земаља чиме је завршена "азијска криза", која је била велика финансијска и валутна криза. Од тага економије ових држава полако расту, али је након великог раста до 10% пре кризе, сада раст ограничена само на 5 до 6%.

### Земље у развоју
Велики делови Азије су и данас обележени пољопривредно оријентисаним земљама, од чега је риболов и узгој риже од посебног значаја. Обележја држава сиромашних сировинама и држава које су назадовале због ратова или корумпиране власти као што су Авганистан, Бангладеш, Мјанмар, Лаос, Камбоџа и Вијетнам као и бивше совјетске републике у централној Азији су као и пре пољопривредно оријентисана производња условљена њиховом топографијом.
Већина држава у централној и северној Азији били су до распада 1990/1991. део Совјетског Савеза те тако плански оријентисане привреде. Економија ових земаља је највећим делом обиљежена пољопривредом и тешком индустријом. Богатство сировинама у неким подручјима попут нафте и земног гаса нарочито око Каспијског језера и понегде у сибирској тундри све више добијају на значају, због повећане светске потражње за енергентима носећи са собом и одређене непожељне посљедице за становништво као што су загађење околине, корупција и ратови.

### Заливске државе
У југозападној Азији, привреде готово свих држава одређене су производњом нафте. Највеће светски познате резерве нафте налазе се на Арапском полуострву и околном подручју око Персијског залива, међу којима краљевина Саудијска Арабија располаже са најбогатијим нафтним пољима. Остале земље произвођачи нафте су Иран и Ирак. И поред мало бројног становништва и малене површине, државице попут емирата Кувајта, Катара и Уједињених Арапских Емирата као и краљевине Бахреин због извоза и продаје нафте убрајају се међу најбогатије земље на свету.

## Религија, митологија и филозофија
Многа подручја Азије, између осталих Месопотамија, долина реке Инд (види цивилизације долине Инда), Иран и Кина, сматрају се "колевком цивилизације". Развојем цивилизације и раних напредних култура у овом подручју дошло је постепено и до појаве и ширења бројних религија. Све религије уопштено описане као „светске религије“ имају своје порекло у Азији. Са преко милијарду верника, ислам је најраширенија религија Азије обухватајући више од четвртине укупног становништва континента. Муслимани чине већину становништва у више од половине свих држава Азије.

## Државе
| Држава                    | Главни град              | Државно уређење         | Густина насељености (по km²) | Површина (km²) | Становника (2002-07-01 прибл.) |
| ------------------------- | ------------------------ | ----------------------- | ---------------------------- | -------------- | ------------------------------ |
| Авганистан                | Кабул                    | Исламска република      | 43                           | 647.500        | 27.755.775                     |
| Азербејџан                | Баку                     | Република               | 90                           | 86.600         | 7.798.497                      |
| Бангладеш                 | Дака                     | Република               | 926                          | 144.000        | 133.376.684                    |
| Бахреин                   | Манама                   | Апсолутна монархија     | 987                          | 665            | 656.397                        |
| Брунеј                    | Бандар Сери Бегаван      | Уставна монархија       | 61                           | 5.770          | 350.898                        |
| Бутан                     | Тимбу                    | Парламентарна монархија | 45                           | 47.000         | 2.094.176                      |
| Вијетнам                  | Ханој                    | Република               | 246                          | 329.560        | 81.098.416                     |
| Грузија                   | Тбилиси                  | Република               | 71                           | 69.700         | 4.960.951                      |
| Израел                    | Јерусалим                | Република               | 290                          | 20,770         | 6.029.529                      |
| Индија                    | Њу Делхи                 | Федерална република     | 318                          | 3.287.590      | 1.045.845.226                  |
| Индонезија                | Џакарта                  | Република               | 121                          | 1.919.440      | 231.328.092                    |
| Ирак                      | Багдад                   | Република               | 55                           | 437.072        | 24.001.816                     |
| Иран                      | Техеран                  | Исламска република      | 40                           | 1.648.000      | 66.622.704                     |
| Источни Тимор             | Дили                     | Република               | 63                           | 15.007         | 952.618                        |
| Јапан                     | Токио                    | Парламентарна монархија | 336                          | 377.835        | 126.974.628                    |
| Јемен                     | Сана                     | Република               | 35                           | 527.970        | 18.701.257                     |
| Јерменија                 | Јереван                  | Република               | 112                          | 29.800         | 3.330.099                      |
| Јордан                    | Аман                     | Уставна монархија       | 58                           | 92.300         | 5.307.470                      |
| Јужна Кореја              | Сеул                     | Република               | 492                          | 99.646         | 49.024.737                     |
| Казахстан                 | Нур Султан               | Република               | 6,2                          | 2.717.300      | 16.741.519                     |
| Камбоџа                   | Пном Пен                 | Уставна монархија       | 71                           | 181.040        | 12.775.324                     |
| Катар                     | Доха                     | Апсолутна монархија     | 69                           | 11.437         | 793.341                        |
| НР Кина                   | Пекинг                   | Република               | 134                          | 9.596.960      | 1.284.303.705                  |
| Кипар                     | Никозија                 | Република               | 83                           | 9.250          | 775.927                        |
| Киргистан                 | Бишкек                   | Република               | 24                           | 198.500        | 4.822.166                      |
| Кувајт                    | Кувајт                   | Уставна монархија       | 118                          | 17.820         | 2.111.561                      |
| Лаос                      | Вијентијан               | Република               | 24                           | 236.800        | 5.777.180                      |
| Либан                     | Бејрут                   | Република               | 354                          | 10.400         | 3.677.780                      |
| Малдиви                   | Мале                     | Република               | 1.070                        | 300            | 320.165                        |
| Малезија                  | Куала Лумпур             | Парламентарна монархија | 69                           | 329.750        | 22.662.365                     |
| Мјанмар                   | Нејпјидо                 | Савезна република       | 62                           | 678.500        | 42.238.224                     |
| Монголија                 | Улан Батор               | Република               | 1,7                          | 1.565.000      | 2.694.432                      |
| Непал                     | Катманду                 | Уставна монархија       | 184                          | 140.800        | 25.873.917                     |
| Оман                      | Маскат                   | Апсолутна монархија     | 13                           | 212.460        | 2.713.462                      |
| Пакистан                  | Исламабад                | Савезна република       | 184                          | 803.940        | 147.663.429                    |
| Русија                    | Москва                   | Федерална република     | 8,5                          | 17.075.200     | 144.978.573                    |
| Саудијска Арабија         | Ријад                    | Апсолутна монархија     | 12                           | 1.960.582      | 23.513.330                     |
| Северна Кореја            | Пјонгјанг                | Република               | 184                          | 120.540        | 22.224.195                     |
| Сингапур                  | Сингапур                 | Република               | 6.430                        | 693            | 4.452.732                      |
| Сирија                    | Дамаск                   | Република               | 93                           | 185.180        | 17.155.814                     |
| Шри Ланка                 | Шри Џајаварденепура Коте | Република               | 298                          | 65.610         | 19.576.783                     |
| Република Кина            | Тајпеј                   | Република               | 640                          | 35.980         | 22.814.636                     |
| Тајланд                   | Бангкок                  | Уставна монархија       | 121                          | 514.000        | 62.354.402                     |
| Таџикистан                | Душанбе                  | Република               | 47                           | 143.100        | 6.719.567                      |
| Туркменистан              | Ашхабад                  | Република               | 9,6                          | 488.100        | 4.688.963                      |
| Турска                    | Анкара                   | Република               | 86                           | 780.580        | 67.308.928                     |
| Узбекистан                | Ташкент                  | Република               | 57                           | 447.400        | 25.563.441                     |
| Филипини                  | Манила                   | Република               | 282                          | 300.000        | 84.525.639                     |
| Макао (НРК)               |                          |                         | 18.000                       | 25             | 461.833                        |
| Хонгконг (НРК)            |                          |                         | 6.688                        | 1.092          | 7.303.334                      |
| Уједињени Арапски Емирати | Абу Даби                 | Апсолутна монархија     | 30                           | 82.880         | 2.445.989                      |

## Економски и политички савези и организације
Арапска лига основана је као савез арапских држава 22. марта 1945. у Каиру, где има и седиште. Састоји се из 22 земље чланице са подручја Азије и Африке, укључујући и Палестину. Основни циљ Арапске лиге је оснажење веза између земаља чланица на политичком, културном, социјалном и економском подручју. Осим тога, залаже се за независност и сувереност чланица и очувања арапских интереса у спољној политици те ублажавање криза и смањењу напетости унутар лиге. Земље чланице Арапске лиге из Азије су: Бахреин, Ирак, Јемен, Јордан, Катар, Кувајт, Либан, Оман, Палестина, Саудијска Арабија, Сирија и Уједињени Арапски Емирати.
У септембру 1960. државе Иран, Ирак, Кувајт и Саудијска Арабија заједно са јужноамеричком државом Венецуелом основали су у Багдаду Организацију земаља извозница нафте (ОПЕЦ), којој су се касније придружиле земље произвођачи нафте Катар (1961), Индонезија (1962) и Уједињени Арапски Емирати (1967). Земље чланице ОПЕЦ-а из Азије, Африке и Јужне Америке заједно производе око 40% укупне светске годишње производње нафте а располажу са око три четвртине познатих светских залиха. Циљеви ОПЕЦ-а су заједничка нафтна политика, да би се заједничким акцијама осигурали од пада цена нафте и уједно осигурале светску понуду нафте. Путем фиксно одређених квота производње за појединачне чланице ОПЕЦ-а регулисана је производња нафте. Осим ОПЕЦ-а, бројне државе су приступиле и Организацији арапских земаља извозница нафте (ОАПЕЦ), коју су основали 1968. Кувајт, Либија и Саудијска Арабија заједно са политички конзервативним арапским земљама Азије и сјеверне Африке као противтежа ОПЕЦ-у. Друге чланице ОАПЕЦ-а из Азије су Бахреин, Ирак, Катар, Сирија и Уједињени Арапски Емирати.
АСЕАН (Савез држава југоисточне Азије) основан је 8. аугуста 1967. као политичка, економска и културна организација држава југоисточне Азије: Тајланда, Индонезије, Малезије, Филипина и Сингапура. Његов циљ је био и јесте заједнички рад на повећању економског раста, социјалног напретка и политичке стабилности у том подручју. Основан за време Хладног рата, савез је од својих почетака био капиталистичко-тржишно оријентисан и повезан са западним индустријским земљама и стоји као конкуренција комунистичкој планско оријентисаној Народној Републици Кини. Султанат Брунеј је 1984. приступио АСЕАН-у, те Вијетнам 1995, Мјанмар и Лаос 1997. те Камбоџа 1999. године. Папуа Нова Гвинеја има статус посматрача. Оснивањем АСЕАН слободне трговинске зоне (АФТА) 1. јануара 2003. године створен је слободно тржиште којем припадају све чланице АСЕАН-а. Аустралија и Нови Зеланд су у преговорима за приступ овој заједници слободне трговине. Појам АСЕАН плус тхрее (АСЕАН плус три) означава заједничку конференцију држава АСЕАН-а са Кином, Јапаном и Јужном Корејом. У Тајланду је 2000. основана Иницијатива Чианг-Маи, која је утврдила јачање сарадње држава АСЕАН плус три у финансијском сектору.
Иран, Пакистан и Турска основали су 1985. Организацију за економску сарадњу (ЕЦО), из које је требало такође да настане слободна трговинска зона. Након распада Совјетског Савеза, сарадњи са овим савезом приступили су и Авганистан, Азербејџан, Казахстан, Киргистан, Таџикистан, Туркменистан и Узбекистан. Међународни значај ове организације је првенствено због богатих природних ресурса и стратешког положаја као транзитни коридор за ове робе према Европи и према Кини.